# ZyXEL
Zyxel — производитель сетевого оборудования для среднего и малого бизнеса, промышленных предприятий и дома. Штаб-квартира компании находится в городе Синьчжу (Тайвань). С 2010 года входит в состав холдинга Unizyx.

## Название
Название Zyxel произносится как «зайксел» (в английской речи «зайсел»). Официально принятое русскоязычное произношение, написание и зарегистрированное название компании — «Зайксел»; при этом рядовые пользователи чаще используют неофициальные варианты названия — «Зухель», «Зиксель», «Зухсель».

## История
В 1988 году в городе Таоюань на Тайване доктор Чжу Шуньи (Dr. Shun-I Chu) начал разработку аналогового модема. В 1989 году в Научном парке Синьчжу он зарегистрировал компанию Zyxel Communications.
В 2010 году была создана холдинговая компания Unizyx Holding Corporation.
В 2016 году компания представила систему централизованного управления сетевым оборудованием Zyxel Nebula и провела первый за 27 лет ребрендинг.
В 2017 году компания объявила о реструктуризации бизнеса в России и СНГ, в ходе которой был создан бренд Keenetic, выделенный из одноимённой существовавшей серии продуктов Zyxel. В 2018 году компания входила в пятёрку крупнейших поставщиков сетевого оборудования в России.

## Деятельность
За 2022 год выручка Unizyx Holding составила 30,5 млрд новых тайваньских долларов (994 млн долларов США), её распределение по странам: США — 28 %, Франция — 8 %, Тайвань — 4 %, другие регионы — 60 %.
Unizyx Holding включает три основные компании:
- Zyxel Communications — разработка, производство и продажа оборудования для интернет-провайдеров и других операторов связи;
- Zyxel Networks (ZNet) — производство телекоммуникационного и сетевого оборудования для малого и среднего бизнеса и дома;
- MitraStar — контрактный производитель телекоммуникационной и компьютерной техники.